# Аделшлаг
Аделшлаг (њем. Adelschlag) општина је у њемачкој савезној држави Баварска. Једно је од 30 општинских средишта округа Ајхштет. Према процјени из 2010. у општини је живјело 2.768 становника. Посједује регионалну шифру (AGS) 9176111.

## Географија
Аделшлаг се налази у савезној држави Баварска у округу Ајхштет. Општина се налази на надморској висини од 435 метара. Површина општине износи 52,0 km².

## Становништво
У самом мјесту је, према процјени из 2010. године, живјело 2.768 становника. Просјечна густина становништва износи 53 становника/km².